# Walnut Canyon National Monument

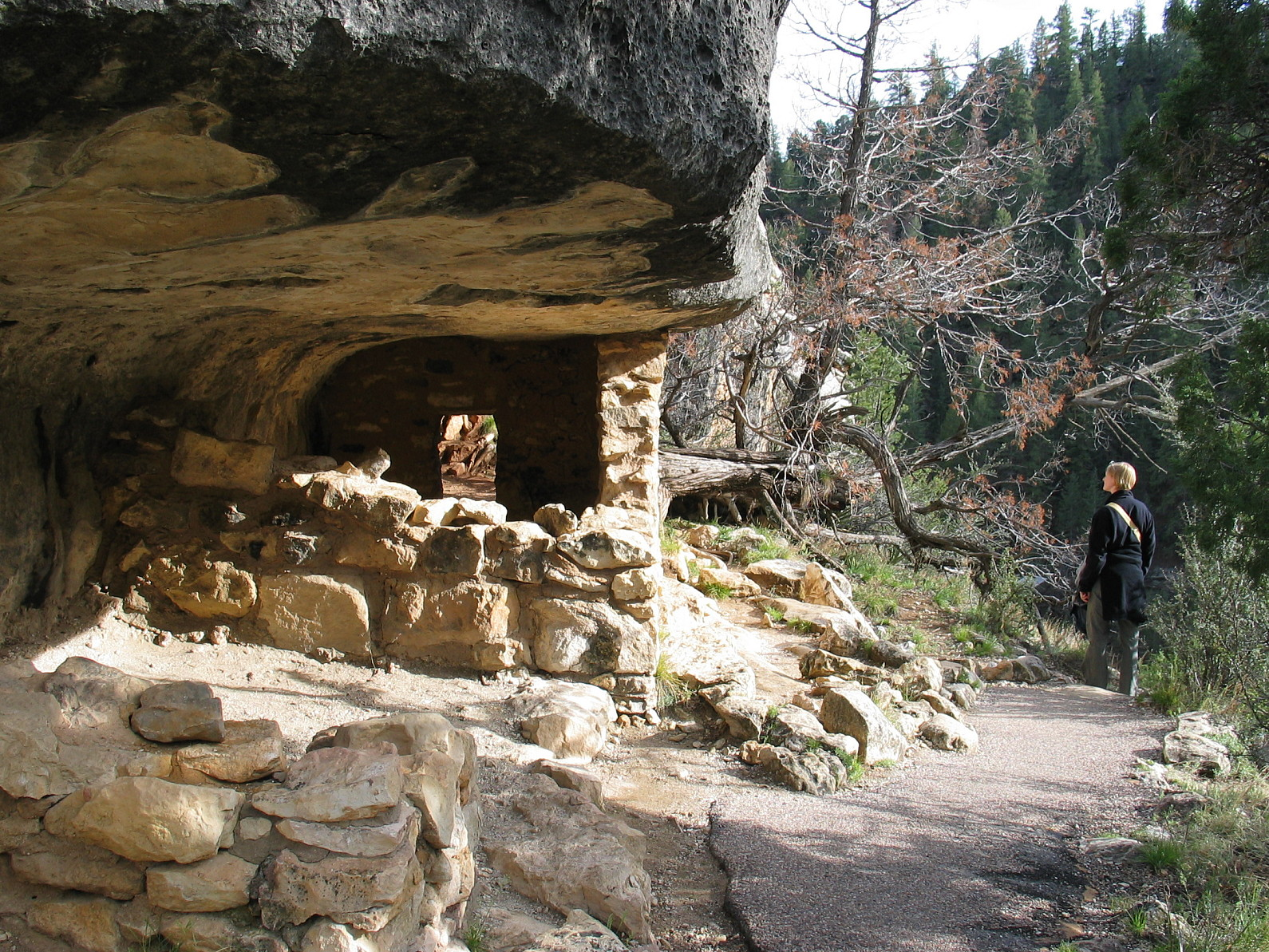
Walnut Canyon National Monument

Walnut Canyon National Monument to amerykański pomnik narodowy, znajdujący się w stanie Arizona. Na jego obszarze znajdują się ruiny osady wybudowanej przez Indian w pionowym urwisku.
Park został ustanowiony decyzją prezydenta Woodrowa Wilsona 30 listopada 1915 roku na powierzchni 14,33 km². Podobnie jak większość pomników narodowych zarządzany jest przez National Park Service.